# Jo van Gastel
Johannes Jacobus „Jo“ van Gastel Jr. (* 5. Januar 1887 in Tilburg, Nordbrabant; † 5. März 1969 ebenda) war ein niederländischer Bogenschütze.
Van Gastel nahm an den Olympischen Spielen 1920 in Antwerpen teil und gewann mit der Mannschaft eine Goldmedaille im Wettbewerb Bewegliches Vogelziel, 28 Meter. Sein Heimatverein war Nooit Volleerd, Tilburg . Sein Vater, Johannes van Gastel, war im Jahr 1900 Olympiateilnehmer im Bogenschießen.